# Sam Hamm
Sam Hamm (né le 19 novembre 1955) est un scénariste et auteur de bandes dessinées américain. Hamm est connu pour avoir co-écrit le scénario de Batman de Tim Burton. Il a également participé au scénario de Batman : Le Défi (bien que la version finale du film diffère considérablement de ses idées).
DC Comics a invité Hamm à écrire pour Detective Comics. Le résultat fut Batman : Blind Justice, qui présenta le mentor de Bruce Wayne, Henri Ducard. Il a aussi participé à Never Cry Wolf et Monkeybone.
En février 2021, DC Comics a annoncé que Hamm reviendrait dans l'univers du film Batman de 1989 avec la série limitée Batman '89, qui sera une continuation directe à la fois du film de 1989 et de Batman Returns.

## Filmographie sélectionnée
- 1983 : Never Cry Wolf (co-scénariste)
- 1985 : Vision Quest (co-scénariste)
- 1989 : Batman (scénariste)
- 2000 : Shadow of the Vampire (scénariste)
- 2001 : Monkeybone (co-scénariste)
- 2005 : Homecoming (réalisateur, scénariste et producteur exécutif)
- 2009 : The Hole (réalisateur, scénariste et producteur exécutif)
- 2015-2018 : Fortitude (producteur exécutif et scénariste, trois épisodes)
- 2018 : Trespassers (producteur exécutif)